# Наквашанська сільська рада
Наквашанська сільська рада — орган місцевого самоврядування у Бродівському районі Львівської області. Адміністративний центр — село Накваша.

## Загальні відомості
Наквашанська сільська рада утворена в 1939 році.

## Населені пункти
Сільській раді підпорядковані населені пункти:
- с. Накваша
- с. Лукаші
- с. Микити
- с. Тетильківці

## Склад ради
Рада складається з 16 депутатів та голови.

### Керівний склад попередніх скликань
| ПІБ                           | Основні відомості                                                             | Дата обрання | Дата звільнення |
| ----------------------------- | ----------------------------------------------------------------------------- | ------------ | --------------- |
| Гуляйгродський Роман Петрович | Сільський голова, 1961 року народження, безпартійний                          | 26.03.2006   | 01.02.2008      |
| Лотоцька Мар'яна Павлівна     | Сільський голова, 1972 року народження, освіта середня загальна, позапартійна | 31.10.2010   |                 |

Примітка: таблиця складена за даними джерела